# Gumpelstadt
Gumpelstadt is een dorp in de Duitse gemeente Moorgrund in  Thüringen. De gemeente maakt deel uit van het Wartburgkreis. Het dorp is zetel van het gemeentebestuur.
Gumpelstadt wordt voor het eerst genoemd in een oorkonde uit 1155. In 1994 fuseerde de tot dan zelfstandige gemeente met Waldfisch en Witzelroda tot Moorgrund.